# Цейзинг, Адольф
Адольф Цейзинг (нем. Adolf Zeising; 1810 — 27 апреля 1876) — немецкий поэт и философ, основными интересами которого были математика и принцип «золотого сечения».
Среди своих теорий Цейзинг утверждал, что нашел золотое сечение, которое выражается в расположении ветвей вдоль стеблей растений и прожилок на листьях. Он расширил свои исследования на скелеты животных и разветвления их вен и нервов, на пропорции химических соединений и геометрию кристаллов, а также на использование пропорций в художественных произведениях. Во всех этих явлениях он видел золотое сечение, действующее как универсальный закон природы.
Его последователями были Густав Фехнер и Ле Корбюзье, осуществившие собственные исследования человеческих пропорций для разработки Модулора.

## Литературная деятельность
В 1830-х годах Цейзинг издал сборник стихотворений «Wolken». Первое время он писал под псевдонимом Рихарда Морнинга.
Изданный им в 1846 году сборник стихотворений «Zeitgedichte» был уничтожен за либеральные тенденции.
После участия Цейзинга в революционном движении 1848—1849 годов его лишили места преподавателя гимназии.
Он написал также романы: «Kunst und Gunst», «Hausse und Baisse» и др., в которых особенного таланта не обнаружил, и трагедию «Kaiserin Eudoxia», шедшую на мюнхенской сцене, но впоследствии основательно забытую.

## Труды по философии и эстетике
В 1854 году вышла книга Цейзинга «Neue Lehre von den Proportionen des menschlichen Körpers aus einem bisher unerkannt gebliebenen, die ganze Natur und Kunst durchdringenden morphologischen Grundgesetze entwickelt». Это сочинение упрочило за ним место в истории эстетических теорий. Основная мысль сочинения — развитие закона пропорциональности деления. Ежели целое приходится делить на неравные по объёму и значению части, то эстетическое впечатление получится в том случае, когда меньшая часть деления относится к большей, как большая относится к целому.
Этот закон, по мнению Цейзинга, был известен в древности как закон «золотого сечения». Цейзинг иллюстрирует его на примерах, заимствованных из рассмотрения частей человеческого тела и частей растения. Книга начинается историческим очерком эстетики, имевшим для своего времени важное значение. В последующее время выводы Цейзинга о якобы неизменных гармоничных отношениях величин в природе и искусстве и об универсальном значении «золотого сечения» подвергались справедливой критике. В XX столетии научная теория пропорционирования имеет более сложный характер.
В 1855 году Цейзинг издал систематическое изложение эстетики «Aesthetische Forschungen» (Франкфурт-на-Майне, 1854), которое по широте замысла может быть поставлено наряду с классическим сочинением Куно Фишера.
Стремление Цейзинга дать учение о категориях прекрасного не осталось без влияния (например, на М. Каррьера).
Сам Цейзинг следующим образом определяет цель своего труда. Он хочет рассмотреть красоту с точки зрения естественно-исторической, объяснить как пространственные и временные, так и материальные и формальные условия, делающие известное явление эстетичным. Эстетика должна выяснить, благодаря каким качествам явление может стать олицетворением первообразов, живущих в душе человека. Отсюда ясно, что Цейзинг далек от натуралистической эстетики в современном значении слова и всецело стоит на почве эстетических теорий Гегеля и отчасти Гербарта.

## Работы в области математики
Деятельность Цейзинга в области математики представлена исключительно работами по математической эстетике. Исходя из высказываемой уже и до него мысли, что удовлетворять глазу и духу человека может только деление отрезка линии в крайнем и среднем отношении, он распространил эту мысль на деление всякого предмета. Он поставил себе задачу обнаружить его правильность по возможности на всех частных случаях.

## Другие публикации
Кроме уже приведённого, Цейзинг напечатал:
- «Das Normalverhältniss der chemischen und morphologischen Proportionen» (Лпц., 1856);
- «D. regulären Polyeder» (1869);
- «Ueber die Metamorphosen in den Verhältnissen der menschlichen Gestalt von der Geburt bis zur Vollendung des Längenwachsthums» («XXII Band der neuen Publicationen der kaiserh leopold.-karolin. Akademie der Naturforscher»);
- «Ueber die Unterschiede in den Verhältnissen der Racentypen» («Archiv für physiologische Heilkunde», Jahrgang 1856);
- «Aesthetische Forschungen im Gebiete der geometrischen Formen» («Deutsche Vierteljahrsschrift», 31 Jahrgang, IV);
- «Das Pentagramm. Culturhistorische Studie» (там же, I).

Статьи, помещенные Цейзингом в журналах «Kritische Monatshefte» и «Zeitschrift für Philosophie», вошли частью в состав сборника «Religion und Wissenschaft, Staat und Kirche».
Биография Цейзинга была опубликована в «Beilage der Augsburger allgem. Zeitung» в 1876 году, а отчёт о его трудах — в статье Dr. S. Günther, «Adolph Zeising als Mathematiker» («Zeitschrift für Mathematik und Physik». XXI, 1876).